# Niels Gade
Niels Wilhelm Gade (Copenhague, 22 de febrero de 1817 – Copenhague, 21 de diciembre de 1890) fue un compositor, organista, violinista y director de orquesta danés, contemporáneo de Robert Schuman y representante de las escuelas nacionales nórdicas.

## Biografía
Hijo de un fabricante de instrumentos musicales, comenzó una carrera de violinista. Su primera obra como compositor fue la obertura para orquesta Recuerdos de Ossian (1836), que la estrenó la Sociedad Musical de Copenhague en el año 1840. Después decidió enviar su primera sinfonía a Felix Mendelssohn quien, entusiasmado, la debutó con la orquesta Gewandhaus de Leipzig en marzo de 1843; pero después de una estancia en Italia, Gade tomaría las riendas de dicha orquesta durante 4 años (1844-1848) como director. Llegó a Leipzig, Alemania, gracias a una beca otorgada por el gobierno danés.  
Se formó, como organista, con el compositor alemán Christoph Ernst Friedrich Weyse y con su compatriota, el compositor Andreas Peter Berggreen. 
Fue muy amigo de Mendelssohn, y también de Robert Schumann quien vio en Gade un "compositor excepcional". 
A finales del año 1840, volvió a Dinamarca donde se hizo cargo de la dirección de la Sociedad Musical de Copenhague, lugar que ocupó hasta su muerte, cincuenta años después. Durante este período, creó una nueva orquesta y un nuevo coro, además de trabajar como organista. Alentó a toda una generación de compositores nórdicos, incluyendo a Edvard Grieg. Compuso obras sinfónicas, instrumentales, corales y de gusto romántico.
Se casó con la hija del compositor danés Johan Peter Emilius Hartmann.

## Obras principales

### Sinfonías
- Sinfonía n.º 1 en do menor, op. 5 (1842)
- Sinfonía n.º 2 en mi mayor, op. 10 (1843)
- Sinfonía n.º 3 en la menor, op. 15 (1846)
- Sinfonía n.º 4 en si bemol mayor, op. 20 (1849)
- Sinfonía n.º 5 en re menor, op. 25 (1852)
- Sinfonía n.º 6 en sol menor, op. 32 (1857)
- Sinfonía n.º 7 en fa mayor, op. 45 (1864)
- Sinfonía n.º 8 en si menor, op. 47 (1871)

### Otras obras
Además de sus sinfonías, Niels Gade compuso un concierto para violín y orquesta, música de cámara, piezas para piano y cantatas. Destacan también Erlkönigs Tochter (1853) que es música coral, una fantasía para clarinete y la suit Holbergiana (1884).